# Каабак, Михаил Михайлович
Я мечтаю о том, что наступят времена, когда ничто — ни чьи-то личные амбиции, ни устройство системы, ни принципы монетарных поощрений — не будет помехой для выполнения наших прямых профессиональных обязанностей: спасать детей
Михаил Михайлович Кааба́к (род. 14 апреля 1966, Москва) — российский хирург и трансплантолог, профессор, доктор медицинских наук, руководитель отдела трансплантации органов детям в ФГАУ «Национальном медицинском исследовательском центре здоровья детей» Минздрава России.

## Биография
В 1989 году с отличием окончил педиатрический факультет второго Московского медицинского института, ординатура по детской хирургии в ДКБ №13 им. Н.Ф. Филатова в 1989-1991 годах. С сентября 1991 по март 2000 года работал детским хирургом отделения трансплантации почки в Российской детской клинической больнице  Минздрава России. В 1997 году защитил кандидатскую диссертацию «Пересадка почки у детей». Январь - апрель 1999 года: стажировка в Hopital-Necker des Enfant Malades, Париж. С марта 2000 года по октябрь 2019 года заведовал отделением трансплантации почки Российского научного центра хирургии имени академика Б. В. Петровского (РНЦХ).
В 2003 году защитил докторскую диссертацию «Послеоперационное лечение реперфузионного повреждения трансплантированной почки: новый взгляд на патогенез реперфузионной травмы»,. С 2009 года профессор по специальности «трансплантология и искусственные органы».
С 28 ноября 2019 года заведует отделом трансплантации органов детям в ФГАУ «Национальном медицинском исследовательском центре здоровья детей» Минздрава России.

## Увольнение и восстановление
В ноябре 2019 года Михаил Каабак, хирург, который уже более десяти лет пересаживал почки детям весом от шести килограммов, и его коллега Надежда Бабенко оказались без работы. В ответ на это родители пациентов Михаила Каабака создали петицию с призывом не увольнять доктора, которую подписали более 550 тысяч человек, направляли коллективные письма, проводили флешмобы в социальных сетях, выступали в СМИ. 26 ноября 2019 года произошла личная встреча Министра здравоохранения России Вероники Скворцовой и Михаила Каабака.
28 ноября 2019 года Михаил Каабак возглавил вновь созданный отдел трансплантации органов детям в ФГАУ «Национальном медицинском исследовательском центре здоровья детей».
13 декабря 2019 года Михаилом Каабаком и Надеждой Бабенко проведена первая после восстановления трансплантация от посмертного донора в Научно-медицинском исследовательском центре здоровья детей,.

## Профессиональная и научная деятельность
Автор более 200 научных работ. Является членом Международного общества трансплантологов (TTS) и International Pediatric Transplant Association, Межрегиональной общественной организации «Общество Трансплантологов», Национальной Ассоциации в области донорства и трансплантологии. 
Основные научные интересы: разработка методов индивидуализации иммуноссупрессии, совершенствование техники трансплантации почки, профилактика реперфузионного повреждения. Предложил и реализовал общероссийскую образовательную программу по повышению профессиональной подготовки в области трансплантации у врачей смежных специальностей при поддержке правительства РФ в виде ежегодной школы для врачей «Трансплантация органов у детей». 

## Новаторство в области трансплантации
(в период работы в Российской детской клинической больнице  Минздрава России)
- Впервые в России в качестве  метода профилактики реперфузионного повреждения трансплантата почки введено в практику применение плазмафереза[12],
- Участие в организации проведения трансплантации сердца в ФГБУ «НМИЦ ССХ им. А.Н. Бакулева» Минздрава России, с непосредственным участием М.М. Каабака проведены первые трансплантации сердца в ФГБУ «НМИЦ ССХ им. А.Н. Бакулева» Минздрава России.

(на базе отделения трансплантации почки Российского научного центра хирургии имени академика Б.В. Петровского РАМН под руководством проф. М.М.Каабака):
- С 2003 г. функционирует единственная в своем роде в России программа трансплантация почки детям младшего возраста[13],
- Выполнена первая успешная комбинированная трансплантация панкреато-дуоденального комплекса и почки больному, находящемуся в терминальной стадии вследствие диабетической нефропатии[14],
- Впервые в России выполнена трансплантация фрагмента тонкой кишки от трупного донора (2006 г), первая трансплантация почки от АВО несовместимого родственного донора[15],
- Впервые в России введен в практику индукционной терапии препарат алемтузумаб, позволяющий существенно повысить выживаемость почечного трансплантата[16],[17],
- Впервые в России введена практика применения экулизумаба в качестве средства для профилактики реперфузионной травмы[18],[19],

## Разработанные технологии и результаты исследований
- Использование нативного мочеточника с целью профилактики хронической нефропатии трансплантата[20],
- Использование краниально-каудальной инверсии для улучшения гемодинамики трансплантата почки[21],
- Использование плазмафереза для профилактики реперфузионной травмы в трансплантате почки,
- Введена практика плановой пункционной биопсии, позволяющая своевременно точно оценивать появившиеся изменения в трансплантате на микроскопическом уровне и реагировать на них, увеличивая срок службы трансплантата,
- Персонализированная иммуносупрессия посредством индуцированных ex-vivo Т-регуляторных клеток,
- Индукция донорспецифической толерантности препаратами экулизумаб и алемтузумаб у детей и взрослых[22],
- Введена обязательная программа вакцинации для профилактики инфекционных осложнений после трансплантации почки[23],
- Разработка методов оценки отдаленных результатов трансплантации почки,
- Разработка программы электронного открытого трансплантационного регистра, позволяющего видеть реальные результаты большой работы команды специалистов[24].

## Награды и звания
- Лауреат Премии Владимира Высоцкого «Своя колея» за 2019-й год «за стойкость, высочайший профессионализм и новаторство, за спасение сотен жизней новорожденных детей»[25].